# Гай Юлий Аспер
Вижте пояснителната страница за други личности с името Аспер.
Гай Юлий Аспер (на латински: Gaius Iulius Asper; * Аталея; † след 216) e политик и сенатор на Римската империя през края на 2 век и началото на 3 век.

## Биография
Роден е в Аталея (днес Анталия). През 200/201 г. e суфектконсул при император Комод и 204/205 г. проконсул на провинция Африка. През 212 г. той е консул заедно със сина си Гай Юлий Камилий Аспер. През това време той е и praefectus urbi. Двамата изпадат същата година в немилост и са изгонени, по-късно са помилвани.
През 217/218 г. император Каракала го определя за проконсул на провинцията Азия, но поради болест и старост Макрин пречи да отиде в провинцията. Сменен е от Квинт Аниций Фауст.